# Mosfilm

Tabule u vstupu do studií na Mosfilmovské ulici

Mosfilm (rusky Мосфильм) je ruské filmové studio, jedno z nejstarších a nejvýznamnějších v Rusku a v Evropě. Jeho tvorba zahrnuje většinu významných filmů sovětské éry, včetně děl Tarkovského a Ejzenštejna.

## Historie
Moskevská produkční společnost včetně studií byla založena v listopadu 1923 filmovým magnátem Alexandrem Chanžonkovem („první filmová továrna“) a Josifem Jermoljevem („třetí filmová továrna“) jako součást podniku Goskino.
V roce 1927 začala výstavba nového komplexu filmových studií na Mosfilmovské ulici ve Vrabčích horách. V roce 1934 bylo přejmenováno na filmové studio Moskinokombinat a v roce 1936 na Mosfilm. Během druhé světové války byl personál filmového studia evakuován do Alma-Aty (srpen 1941) a začleněn s ostatními produkčními společnostmi do Ústředního spojeného filmového studia. Personál Mosfilmu se vrátil do Moskvy na konci roku 1943.
Slavné logo Mosfilmu, obsahující sousoší Dělník a kolchoznice Věry Muchinové a Spasskou věž v Kremlu, bylo představeno v roce 1947 v muzikálu Jaro režírované Grigorijem Alexandrovem.
Během sovětské éry vyrobil Mosfilm více než 3000 filmů. Řada z nich se zařadila mezi filmovou klasiku a některé také získaly ocenění na mezinárodních festivalech.
Po rozpadu Sovětského svazu Mosfilm pokračoval jako polostátní produkční společnost, řízená režisérem Karenem Šachnazarovem. K roku 2005 společnost zahrnovala deset nezávislých studií, které se nacházejí ve 13 ateliérech na ploše 13 000 m². Turistické prohlídky tohoto „ruského Hollywoodu“ se stávají stále populárnějšími, neboť umožňují zhlédnout velkou sbírku Mosfilmu, obsahující desítky historických vozidel. Největší ateliér je každoročně místem udílení ruské národní filmové ceny Zlatý orel.

### Vybrané filmy (známé v Česku)
- 1925 – Křižník Potěmkin (Броненосец «Потёмкин»)
- 1936 – Cirkus (Цирк), Volha, Volha (Волга-Волга)
- 1938 – Alexandr Něvský (Александр Невский)
- 1944–1945 – Ivan Hrozný (Иван Грозный)
- 1949 – Pád Berlína (Падение Берлина)
- 1956 – Karnevalová noc (Карнавальная ночь)
- 1957 – Jeřábi táhnou (Летят журавли)
- 1959 – Balada o vojákovi (Баллада о солдате)
- 1965–1967 – Vojna a mír (Война и мир)
- 1966 – Andrej Rublev (Андрей Рублёв)
- 1967 – Anna Karenina (Анна Каренина)
- 1969 – Čajkovskij (Чайковский)